# Софіївський район
Софі́ївський райо́н — колишня адміністративно-територіальна одиниця проміжного рівня Криворізької округи Катиринославської губернії УСРР, згодом Дніпропетровської області УРСР та України. Районний центр — селище міського типу Софіївка.

## Географія
Софіївський район в 2020 році межував з Криничанським, Апостолівським, Солонянським, Пятихатським, Криворізьким, Нікопольськими районами Дніпропетровської області.
Загальна площа земель становила 1379 кв. кілометрів, сільськогосподарських угідь 106,9 тис. га.
Основними водними артеріями району є мілководні річки Кам'янка, Базавлук, Саксагань. Є дані про родовища вапна, червоної глини, річкового піску, граніту.

## Історія
Утворений 7 березня 1923 року постановою Всеукраїнського Центрального Виконавчого Комітету в складі Криворізької округи (повіту) Катеринославської губернії УСРР з існуючих на той час волостей: Ордо-Васильївської, Софіївскої I-ої, Мар'янівської та Ізлуцької з центром в  с. Софіївка.
За даними Катеринославського губернського статистичного бюро на 1 січня 1925 року до складу Софіївського району входило 18 сільських рад:
| №  | Назва сільської ради | Назва населенних пунктів |
| 1  | Софіївська           | с. Софіївка Велика, хут. Горба. |
| 2  | Авдотівська          | с. Авдотівка, д. Григоро-Григорівка, д. Єгорівка, д. Єлисаветівка, д. Широке №2, пос. Водяний, пос. Кам’яний, пос. Тернова-Балка, хут. Алексєєнко, хут. Рац. |
| 3  | Андріївська          | с. Андріївка, д. Анно-Миколаївка, д. Бубирівка, д. Дар’ївка, д. Морозівка, д. Миколаївка, д. Покровка, хут. Ципко.                                           |
| 4  | Василівська          | с. Василівка (Ейгенгардт), д. Довгівка, пос. Первомайський, хут. Сільце-Спокій.                                                                              |
| 5  | Водянська            | д. Водяно, колг. Ім. Будьоного, пос. і ст. Девладове, д. Мала Софіївка, д. Ново-Софіївка, хут. Вовча Балка, хут. Ново-Софіївський.                           |
| 6  | Зав’яловська         | д. Зав’яловка, д. Галино-Лозоватка, колг. Ім. К.Н.С., д. Мотина-Балка, д. Ново-Михайлівка, д. Рай-Поле, д. Тамарівка.                                        |
| 7  | Ізлучиста            | кол. Ізлучиста, кол. Кам’янка. |
| 8  | Князь-Іванівська     | д. Князь-Іванівка, д. Олександрівка, д. Олексіївка, д. Ново-Петрівка, колг. Пахарь.                                                                          |
| 9  | Криничанська         | д. Кринички, д. Єленівка, д. Ковалеве, д. Любима, д. Ставраки, пос. Мар’є-Дмитрівка, хут. Вербове, хут. Ставраки.                                            |
| 10 | Мар’янівська         | д. Мар’янівка, д. Божедаровка, д. Зелений Кут, д. Петровка.                                                                                                  |
| 11 | Ново-Вітебська       | кол. Ново-Вітебськ, кол. Ново-Ковно, кол. Ново-Подольськ. |
| 12 | Ново-Житомирська     | кол. Ново-Житомир. |
| 13 | Ново-Хортицька       | кол. Ново-Хортиця, кол. Водяно. |
| 14 | Ново-Чигириновська   | д. Ново-Чигириновка, д. Демурино-Варварівка, кол. Ново-Павловка, д. Павло-Леопольдівка                                                                       |
| 15 | Ново-Юлівська        | д. Ново-Юлівка, д. Трудолюбівка, пос. Івановський |
| 16 | Ордо-Василівська     | с. Ордо-Василівка, д. Криничевата, д. Мар’ївка, д. Мар’ї-Єфимівка, д. Мар’ї-Костянтинівка, д. Прибережна, колг. Червоний Шлях.                               |
| 17 | Петрово-Долинська    | д. Петрово-Долина, пос. Грушівка, пос. Данилівка, пос. Жовтий, пос. Костянтинівський, пос. Лиса Балка, пос. Радченко, д. Михайлівка, д. Широке №1.           |
| 18 | Сергіївська          | с. Сергіївка, кол. Довгенька, хут. Трубецький. |

З 1-го серпня 1925 р. поділ на губернії Української Соціалістичної Радянської Республіки скасовано.
З 15 червня 1925 р. територію УСРР поділено на 41 округ. Софіївський район з райцентром в с. Софіївка, площею 943,5 кв. в. і населенням 36637осіб, лишився в складі Криворізької округи. На 1 жовтня 1925 року в районі введено національні сільські ради. Відповідно до реєстру: 1 німецька сільська рада - Ново-Хортицька, 3 єврейські сільські ради - Ізлучистенська, Ново-Вітебська, Ново-Житомирська.
29 вересня 1926 р. до складу Софіївського району тої самої округи приєднані території Злотовустівської, Мар'ївської, Ново-Миколаївської і Базавлучокської сільрад і сел Наталівки, Приюта і Сорочине Сорочинської сільради в зв'язку з розформуванням Михайлівського району.
В грудні 1926 року відбувся всесоюзний перепис населення. За результатами перепису Софіївський район мав 24 сільради, 146 населених місць, 10424 домогосподарства. Населення склало  51459 осіб. З них українці: 21080 (грамотні 12422) чоловіків, 23175 (грамотні 7450) жінок, євреї 2555 (грамотні 1900) чоловіків, 2685 (грамотні 1776) жінок, німці 604 (грамотні 433) чоловіків, 640 (грамотні 479) жінок.
За даними статистичного довідника на 1 січня 1930 року територія Софіївського району становила 1354 кв. км. До району входило 21 сільська рада, 146 сел. Населення за обрахунком складало 44880 осіб. Українців 82,1%.
В районі були:
1 лікарня на 45 ліжок з 4 лікарями, 1 поліклініка з 4 лікарями (3 самостійні амбуляторії та поліклініки, 2 лікарі);
40 шкіл 4-річки, 86 учителів і інструкторів, 3424 учнів;
4 школи 7-річки, 39 учителів і інструкторів, 1139 учнів;
8 бібліотек, 10 сільбуд., 11 хат-читалень, 2 кіноустановки;
В лікнепах навчалося 2710 учнів,  в школах для малописемних – 246.
Дрібна та реміснича промисловість налічувала 1075 промислових одиниць, 1256 занятих осіб. Налічувалося 30 крамниць.
До всієї орної землі району засівалось 83,5%, з них зернових 87,7%: жито, озима і ярова пшениця, ячмінь, овес, просо, кукурудза, картопля, соняшник. Найбільш поширена технічна культура - соняшник. Площа під плодовими деревами становила 293 га, виноградники - 9 га.
В господарствах району налічувалось 8445 коней, 9263 великої рогатої худоби, 1222 овець та кіз, 966 свиней.
В результаті колективізації в районі були утворені  1 комуна, 17 сіл.-госп. артілей, 43 товариства СОЗ.
Індивідуальних селянських господарств нараховувалось 6358.
З 15 вересня 1930 року постановою ВУЦВК і РНК УСРР округи скасовано і встановлено 503 окремі адміністративні одиниці. В число 484 районів входить і Софіївський район але без частини території, яка відійшла до новоствореного Ізлучистого єврейського національного району.
3 лютого 1931 року села Пріют, Сорочино та Наталівку Базавлуцької сільради Софіївського району перечислено до складу Ізлучистого національно-єврейського району.
9 лютого 1932 року Софіївський район в числі 50 районів увійшов до складу новоствореної Дніпропетровської області.
На 1 грудня 1933 року територія району складала 949,6 кв. км. До складу району входило 21 сільрада. Населення району – 37717осіб.
За даними економічно-адресового довідника на 1934 рік в районі видобували корисні копалини: каолін, вогнетривала глина, граніт, жернові пісковики.
Головні галузі виробництва району: промисловість - добування граніту, борошномельна, сільське господарство – зернове (пшениця), соняшник.
З'явилася мережа МТС: Девладівська, Софіївська ІІ, з тракторним парком  42 і 28 тракторів.
Відбувалася телефонізація села: 10 сільрад , 2 МТС, 2 політ. відділи, 4 колгоспи.
В районному центрі с. Софіївка друкувалися районові та політвідділовські газети: «Соціалістичний штурм» - районна, «Більшовицьке око» - Девладівська МТС, «За більшовицький колгосп» - Софіївська МТС, «Більшовицька варта» - Н.- Софіївська МТС.
За відомостями статистичного довідника на травень-червень 1935 року Софіївський район мав 24 сільради. В районі була філія Держбанку. Територія району 102,5 тис. га. В т. ч.: орна земля 80689 га; випаси 7691 га; сіножаті 328 га; городи 5057 га; сади, виногр. і ягід. 420 га; ліси  489 га.
Всього населення району - 43190 осіб. Населення райцентру - 9145 осіб.
Інкубаторно-брудерна станція НКЗС (Народний комісаріат земельних справ). МТС - 3: Девладівська зернова МТС; Софіївська зернова МТС; Незабудинська зернова МТС. МТМ (машино-тракторна майстерня) - 1. Колгоспів - 66. В т. ч. обслуговуємих МТС - 66. Господарств колгоспників - 6763. Господарств одноосібників - 101. Колективізація - 98,5%.
Колгоспні ферми
| Назва ферм                  | Число ферм | Скота (голів) |
| МТФ (молочно-товарна ферма) | 36         | 4056          |
| СТФ (свино-товарна ферма)   | 66         | 5589          |
| ВТФ (вівце-товарна ферма)   | 30         | 2522          |
| Конярські ферми             | 3          | 201           |
| Птахівничі ферми            | 15         | 5988          |

Засівна площа району під урожай 1935 р.
| Групи господарств            | Площа га |
| Держ. і коопер. господарства | 3808     |
| Колгоспи                     | 64034    |
| Колгоспники                  | 2620     |
| Разом по колгоспному сектору | 66654    |
| Одноосібники                 | 38       |
| Робітн. і служб.             | 451      |
| Всього                       | 70951    |

| Групи культур           | Площа га |
| Зернові і бобові        | 56945    |
| В т. ч.: Оз пшениці     | 24422    |
| Оз жита                 | 6218     |
| Ярої пшениці            | 5773     |
| Вівса                   | 1284     |
| Ячменю                  | 6075     |
| Круп‘яних               | 5394     |
| Кукурудзи               | 6826     |
| Бобових                 | 449      |
| Технічні                | 5656     |
| В т. ч.: Соняшника      | 5368     |
| Льону                   | 160      |
| Городні                 | 2159     |
| Картопля                | 1490     |
| Кормові (всі)           | 4701     |
| З них: Багаторічн. трав | 276      |
| Однорічн. трав          | 2921     |

Поголів’я скота на 1 січня 1936 р. (кільк. голів)
| Коні                 | 6430  |
| Велика рогата худоба | 13970 |
| Свині                | 11762 |
| Вівці                | 2640  |
| Кози                 | 43    |

Промисловість району складала 19 підприємств, в них 792 робітники.
Промислова та інвалідна кооперація (вся) - 9 виробництв. В них зайнято 67 осіб.
Вантажообіг здійснюється залізничним транспортом.
Поштово-телеграфних закладів на 1 травня 1935 р. – 10, телефонізовано: 22 сільради, 2 MTC, 22 колгоспи.
Торговельних точок всіх – 66:  64 магазини, в т. ч.: держторгівля - 8, ВРП - 1, споживкооперація - 54. Базари - 4, з того числа в селах 4.
Культурно-освітні заклади:
25 початкові школи, в них 2375 учнів; 14 неповні середні школи, в них 4671 учнів; 1 повна середня школа, в ній 644 учні; 2 дитячі садки, в них 36 дітей; 76 дитячі майданчики на 2460 дітей.
Всього бібліотек 29; в них книжок 19152. Клубні установи - 41, з них мали бібліотеку 19, радіо 26, кіно 4. В т. ч. колбуди - 38, з них мали бібліотеку 17, радіо 24, кіно 3.
Колгоспн. хат-лабораторій на 1 травня 1935 p - 10.
Мережа закладів охорони здоров'я мала:
1 поліклініка, 1 амбулаторія, 1 медпункт, 5 фельдшерськ. пунктів, 1 акушерський пункт, 1 лікарня, 55 всіх ліжок, з них 10 пологових, 5 хат-родилень, в них 10 ліжок, 150 місць в постійних яслах, 4917 дітей в сезонних яслах, 2 аптеки, 5 лікарів, 26 середнього медперсоналу.
За станом на 15 грудня 1935 року територія району - 1024,7 кв. км, 24 сільради, населення - 43190.

## Адміністративний устрій
Район адміністративно-територіально поділяється на 1 селищну раду та 11 сільських рад, які об'єднують 81 населений пункт та підпорядковані Софіївській районній раді. Адміністративний центр — смт Софіївка.

## Населення
Розподіл населення за віком та статтю (2001):
| Стать | Всього | До 15 років | 15-24 | 25-44 | 45-64 | 65-85 | Понад 85 |
| --- | ------ | ----------- | ----- | ----- | ----- | ----- | -------- |
| Чоловіки | 13 347 | 2724        | 1718  | 3910  | 3324  | 1616  | 55       |
| Жінки | 15 193 | 2581        | 1551  | 3683  | 4009  | 3092  | 277      |
| \| Статево-вікова піраміда \| Статево-вікова піраміда \| Статево-вікова піраміда \| \| ----------------------- \| ----------------------- \| ----------------------- \| \| Чоловіки \| Вік \| Жінки \| \| 55 \| 85 + \| 277 \| \| 80 \| 80-84 \| 344 \| \| 291 \| 75-79 \| 741 \| \| 599 \| 70-74 \| 1064 \| \| 646 \| 65-69 \| 943 \| \| 1086 \| 60-64 \| 1485 \| \| 558 \| 55-59 \| 716 \| \| 792 \| 50-54 \| 902 \| \| 888 \| 45-49 \| 906 \| \| 1091 \| 40-44 \| 1045 \| \| 1011 \| 35-39 \| 946 \| \| 942 \| 30-34 \| 880 \| \| 866 \| 25-29 \| 812 \| \| 769 \| 20-24 \| 754 \| \| 949 \| 15-20 \| 797 \| \| 1163 \| 10-14 \| 1113 \| \| 915 \| 5-9 \| 815 \| \| 646 \| 0-4 \| 653 \| |        |             |       |       |       |       |          |
| Статево-вікова піраміда |        |             |       |       |       |       |          |
| Чоловіки | Вік    | Жінки       |       |       |       |       |          |
| 55 | 85 +   | 277         |       |       |       |       |          |
| 80 | 80-84  | 344         |       |       |       |       |          |
| 291 | 75-79  | 741         |       |       |       |       |          |
| 599 | 70-74  | 1064        |       |       |       |       |          |
| 646 | 65-69  | 943         |       |       |       |       |          |
| 1086 | 60-64  | 1485        |       |       |       |       |          |
| 558 | 55-59  | 716         |       |       |       |       |          |
| 792 | 50-54  | 902         |       |       |       |       |          |
| 888 | 45-49  | 906         |       |       |       |       |          |
| 1091 | 40-44  | 1045        |       |       |       |       |          |
| 1011 | 35-39  | 946         |       |       |       |       |          |
| 942 | 30-34  | 880         |       |       |       |       |          |
| 866 | 25-29  | 812         |       |       |       |       |          |
| 769 | 20-24  | 754         |       |       |       |       |          |
| 949 | 15-20  | 797         |       |       |       |       |          |
| 1163 | 10-14  | 1113        |       |       |       |       |          |
| 915 | 5-9    | 815         |       |       |       |       |          |
| 646 | 0-4    | 653         |       |       |       |       |          |

За даними Головного управління статистики в Дніпропетровській області кількість населення в районі на 1 лютого 2011 року становила 23 404 осіб.

## Економіка
Економічну основу району забезпечує аграрний сектор та промисловість. В аграрному комплексі району функціонують 27 товариств, 114 фермерських господарств та 1346 особистих селянських господарств. Провідними підприємствами сільського господарства району є: ТОВ «Степове», ТОВ «Вікторія плюс», ТОВ «Оріон».
У 2002—2005 роках в районі введено в експлуатацію понад 13 тисяч м² житла, а це 153 будинки.

## Транспорт
Територією району проходять такі автошляхи Н11, Т 0419, Т 0432 та Т 0434.
Районом проходить залізнична лінія Кривий Ріг-Головний — П'ятихатки та на південно-східній межі заходить лінія Зустрічний — Апостолове. Три залізничні станції: Девладове, Лошкарівка та Приворот.
Зупинні пункти: 27 км, 332 км, Благословення, Зав'ялівка, Кам'яне Поле, Потоцьке та Спокій.

## Освіта і культура
Для повного забезпечення освітніх послуг на території району діють професійно-технічне училище, 26 загальноосвітніх шкіл, 13 дитячих дошкільних установ, школа-інтернат.
В районі працюють 22 клубні установи, районний будинок культури, історико-краєзнавчий музей, школа естетичного виховання, 27 бібліотек, дитячо-юнацька спортивна школа, Софіївська районна федерація важкої атлетики. ЇЇ здобутки та історія:
- :Софіївська федерація важкої атлетики та армспорту. Створена в 2000 році. Президент федерації і тренер , майстер спорту СРСР з важкої атлетики Круглик Віктор Олексійович. За роки роботи федерації виховані чемпіони України :з пауерліфтінгу Сергій Кобзар (юнаки), чемпіон Європи та світу Сергій Назаренко, (версія WPC), який встановив у 2004 році рекорди Європи та світу у жимі лежачи серед юнаків до 16 років, дворазовий чемпіон України Євген Адамчук (армспорт, юнаки), чемпіон України серед спортсменів «Інваспорту», учасник чемпіонатів Європи (Болгарія 2008 р) і світу (Канада 2008 рік, Італія 2009 рік) Олександр Буря (армспорт, юнаки), дворазовий призер чемпіонатів Європи, учасник чемпіонату світу (4 місце, Болгарія, 2007 рік) з армспорту Євген . Адамчук, учасник чемпіонату Європи Сергій Недоруба (Болгарія 2005 рік). Призерами чемпіонатів Європи з армрестлінгу ставали Денис Порожняк,(Туреччина 2011 рік) ,Діана Бугай (Росія, 2010), Максим Дяков ( Литва 2013), призерами чемпіонату світу з армрестлінгу ставали Олександр Буря ,дві срібні медалі ,( США, 2010 рік) та Олексій Кучерявий (Бразилія, 2012 рік, одна срібна медаль). Чемпіонами України серед ветеранів з важкої атлетики та пауерліфтінгу ставали Анатолій Вичеровский, Віктор Круглик, Павло Табацкий. Призером чемпіонатів Європи серед ветеранів ставав Віктор. Круглик. Виховані безліч чемпіонів і призерів чемпіонатів та Кубків України з пауерліфтінгу, армспорту, важкої атлетики — Сергій Кончак, Валентина Евчева, Євген Гойденко, Ірина Назаренко, Денис Порожняк, Богдан Круглик, Юрій Круглик, Лілія Маркіна, Владас Кулявичюс, Олександр Семеряга, Максим Дяков, Діана Бугай, Аліна Костик, Серед вихованців федерації майстра спорту України, безліч кандидатів у майстри спорту.

## Особистості
Кавалери багатьох бойових орденів: Бровенко Іван Спиридонович; Шеремет Андрій Якович; Степура Іван Михайлович; Хоменко Софрон Іванович;
Заслужений вчитель України — Недоруба Валентина Федорівна, Нос Тамара Архипівна;
Заслужений працівник освіти України — Католик Микола Євгенович;
Заслужений ветеренарний лікар — Лопата Михайло Макарович;
Заслужені працівники сільського господарства України: Білоус Василь Васильович, Левченко Анатолій Іванович, Рожко Микола Миколайович, Гриневич Анатолій Михайлович, Курлов орест Лазаревич;
Заслужений працівник культури України -Шеремет Тетяна Федорівна;
Заслужений лікар України — Хімчак Валерій Терентійович;
Заслужений енергетик України — Попакало Олександр Федорович;
Письменники та поети — Голота Любов Василівна; Тарасов Володимир; Шиловський Ілля; Волгін Валентин; Грипас Володимир;
Заслужений артист України: Садовський Микола Дмитрович;
Заслужений художник України: Головко Микола Карпович;
Почесний землевпорядник України — Віолентьєв Антон Федорович;
почесний професор Дніпропетровського аграрного інституту — Куліш Анатолій Савович.
Валентин Іванович Зноба (*10 січня 1929 — †7 серпня 2006) — народний художник України, лауреат Національної премії імені Тараса Шевченка, академік Академії мистецтв України.

## Політика
25 травня 2014 року відбулися Президентські вибори України. У межах Софіївського району було створено 30 виборчих дільниць. Явка на виборах складала — 54,33 % (проголосували 10 616 із 19 541 виборців). Найбільшу кількість голосів отримав Петро Порошенко — 46,03 % (4 887 виборців); Олег Ляшко — 12,16 % (1 291 виборців), Юлія Тимошенко — 10,79 % (1 145 виборців), Сергій Тігіпко — 7,59 % (806 виборців), Анатолій Гриценко — 5,72 % (607 виборців). Решта кандидатів набрали меншу кількість голосів. Кількість недійсних або зіпсованих бюлетенів — 1,43 %.